# Pritha lindbergi
Pritha lindbergi är en spindelart som först beskrevs av Roewer 1962.  Pritha lindbergi ingår i släktet Pritha och familjen Filistatidae.
Artens utbredningsområde är Afghanistan. Inga underarter finns listade i Catalogue of Life.